# Carnate
Carnate là một đô thị ở tỉnh Monza và Brianza, vùng Lombardia của Italia, khoảng25 km về phía đông bắc của Milano. Đến thời điểm ngày 31 tháng 12 năm 2004, đô thị này có dân số 7.486 người và diện tích 3.5 km².
The municipality of Carnate contains the frazione (subdivision) Passirano.
Carnate giáp các đô thị: Osnago, Lomagna, Ronco Briantino, Usmate Velate, Bernareggio, Vimercate.